# Bourgoin-Jallieu
Bourgoin-Jallieu – miejscowość i gmina we Francji, w regionie Owernia-Rodan-Alpy, w departamencie Isère.
Według danych na rok 1990 gminę zamieszkiwały 22 392 osoby, a gęstość zaludnienia wynosiła 919 osób/km² (wśród 2880 gmin regionu Rodan-Alpy Bourgoin-Jallieu plasuje się na 32. miejscu pod względem liczby ludności, natomiast pod względem powierzchni na miejscu 349.).
W miejscowości znajduje się stacja kolejowa Gare de Bourgoin-Jallieu przewoźnika SNCF.

## Miasta partnerskie
- Luton, Wielka Brytania